# Alé alé alé o-o
Alé alé alé o-o (蒼き伝説 シュート!?, Aoki densetsu - Shūto!, lett. "Leggenda blu - Tira!") è un manga sportivo sul calcio di Tsukasa Ōshima da cui è stato tratto un anime di 58 episodi, di circa 22 minuti l'uno, prodotto dallo studio Toei e trasmesso da Fuji TV nel 1993-1994 e andato in onda su Canale 5 da febbraio 1997 e dal 31 marzo 1997 su Italia 1.
La serie si divide tra vicende sportive e sentimentali, ed è marcata da un realismo non riscontrabile in altre serie calcistiche.

## Trama
(Kubo)
Fin da piccoli Toshi, Kenji, Jim e Cindy erano un gruppo di amici molto uniti. Inoltre alle scuole medie i tre ragazzi giocavano nella squadra di calcio della scuola e Cindy tifava per loro. La forza di questo gruppo di amici aveva portato la squadra ad un passo dalla finale del campionato nazionale di categoria; purtroppo Kenji era rimasto coinvolto in una rissa tra bande di teppisti e secondo le regole di onore e lealtà vigenti, l'intera squadra era stata squalificata dal torneo. Kenji si era ritirato per sempre ed il sogno di vincere il campionato si era infranto.
Sono passati alcuni anni da allora e il gruppo di quattro amici così unito si è ormai sciolto: ognuno dei ragazzi ha preso altre strade e ha altri interessi. Toshi decide di iscriversi al liceo scientifico Kakegawa perché nella squadra di calcio dell'istituto gioca il suo idolo Kubo, senza sapere che anche Cindy, Kenji e Jim sono iscritti a quella scuola. Cindy però non si è mai rassegnata alla fine della loro amicizia e della grande passione che avevano per il calcio e con un sotterfugio riesce a convincere gli amici a giocare di nuovo insieme e a sfidare la squadra ufficiale del liceo. Da quella prima partita scaturirà una sconfitta, ma anche l'ammissione dei ragazzi nella squadra della scuola della quale Cindy diventerà la manager: il trio calcistico che ai tempi delle medie aveva avuto così grande successo, si era riformato.
Inizia da quel momento un lungo percorso di maturazione di Toshi e dei suoi amici, sia nello sport che nella vita. Quando un avvenimento drammatico costringerà Toshi a vestire la mitica maglia numero 10 di Kubo, sarà costretto a caricarsi sulle spalle la pesante eredità del grande campione, entrato ormai nella leggenda. Col passare del tempo i ragazzi si accorgeranno però che nella vita non c'è solo il calcio e a Toshi rimarrà il rimpianto di non essere riuscito ad esprimere i suoi sentimenti a Cindy, la ragazza che ha sempre amato in segreto e che una sera abbandonerà la squadra e gli dirà addio, per entrare come idol nel mondo dello spettacolo. Alla fine però Cindy capisce che il suo posto non è sul palcoscenico ma vicino a Toshi e agli altri, abbandona tutto e torna dalla sua squadra durante la semifinale per sostenere il suo più grande amore.

## Personaggi

### Personaggi principali

Toshi nell'anime

Toshi, nome originale Toshihiko Tanaka (田仲 俊彦?, Tanaka Toshihiko)
Nato il: 22 luglio 1975, altezza: 172 cm, peso: 60 kg, ruolo: centravanti, maglia: 10
Kenji Shiraishi (白石 健二?, Shiraishi Kenji, chiamato solo per nome di battesimo nella versione italiana)
Nato il: 17 agosto 1975, altezza: 174 cm, peso: 63 kg, ruolo: portiere, maglia: 1
Jim, nome originale Kazuhiro Hiramatsu (平松 和広?, Hiramatsu Kazuhiro)
Nato il: 26 aprile 1975, altezza: 170 cm, peso: 59 kg, ruolo: centrocampista, maglia: 9
Cindy Endo, nome originale Kazumi Endo (遠藤 一美?, Endō Kazumi)
Nata nel: 1975, ruolo: manager della squadra

### Altri componenti della squadra del Kakegawa
Yoshiharu Kubo (久保 嘉晴?, Kubo Yoshiharu, chiamato solo per cognome nella versione italiana)
Nato il: 29 luglio 1974, morto il: 9 agosto 1991, altezza: 179 cm, peso: 65 kg, ruolo: centrocampista, maglia: 10
Kamo, nome originale Atsushi Kamiya (神谷 実花?, Kamiya Atsushi)
Nato il: 11 ottobre 1974, altezza: 175 cm, peso: 63 kg, ruolo: centrocampista e capitano della squadra, maglia: 7
Arturo, nome originale Tsuyoshi Akahori (赤堀 強?, Akahori Tsuyoshi)
Nato nel: 1974, altezza: 192 cm, ruolo: difensore, maglia: 2
Jano
Nato nel: 1974, ruolo: terzino
Attilio
Nato nel: 1974
Shin'ichi Nitta (新田 伸一?, Nitta Shin'ichi, chiamato solo per cognome nella versione italiana)
Nato nel: 1975, ruolo: difensore sinistro, maglia: 8
Paco, nome originale Shigeki Ōtsuka (大塚 繁樹?, Ōtsuka Shigeki)
Nato nel: 1974, ruolo: centrocampista, maglia: 5
Dario, nome originale Keigo Mahori (馬堀 圭吾?, Mahori Keigo)
Ruolo: centrocampista, maglia: 11
Samuel, nome originale Yutaka Sasaki (佐々木 豊?, Sasaki Yutaka)
Nato nel: 1975, ruolo attaccante sinistro, maglia: 6

### Altri personaggi
Natalia
Mina

## Sigle
Sigla iniziale giapponese
- "Yell ~Anata no yume ga kanau made~" (エール ～あなたの夢が叶うまで～?, Ēru ~Anata no yume ga kanau made~, lett. "Grida! Finché il tuo sogno non diventa vero"), testo e musica di Tashinri Yori (寄田真理?) e Miya Ōsumi (大隈宮?), arrangiamento ed interpretazione di WENDY

Sigle finali giapponesi
- "Sunao de itai" (素直でいたい? lett. "Voglio essere onesta"), testo di Aya Yamamoto (山本綾?) e Tashinri Yori (寄田真理?), musica di Tashinri Yori (寄田真理?), arrangiamento ed interpretazione di WENDY (ep. 1-46 e 58)
- "Watashi datte" (私だって? lett. "Anch'io"), testo di Yasushi Akimoto (秋元康?), musica e arrangiamento di Tomohiko Ōta (太田美知彦?), interpretazione di Noriko Hidaka (日高のり子?) (ep. 47-57)[1]

Sigla iniziale e finale italiana
- "Alé alé alé o-o", testo di Alessandra Valeri Manera, musica di Franco Fasano, interpretata da Cristina D'Avena con la partecipazione del coro I Piccoli Cantori di Milano diretti da Laura Marcora, Silvio Pozzoli e Moreno Ferrara.

## Doppiaggio
Il doppiaggio è stato diretto da Federico Danti. L'edizione italiana è a cura di Nicola Bartolini Carrassi e i dialoghi italiani sono di Achille Brambilla.
| Personaggio                              | Voce giapponese    | Voce italiana                 |
| ---------------------------------------- | ------------------ | ----------------------------- |
| Toshi (Toshihiko Tanaka)                 | Hikaru Midorikawa  | Nicola Bartolini Carrassi     |
| Kenji (Kenji Shiraishi)                  | Nobutoshi Hayashi  | Francesco Orlando             |
| Jim (Kazuhiro Hiramatsu)                 | Masami Kikuchi     | Claudio Ridolfo               |
| Cindy Endo (Kazumi Endō)                 | Noriko Hidaka      | Alessandra Karpoff (ep. 1-48) |
| Cindy Endo (Kazumi Endō)                 | Noriko Hidaka      | Nadia Biondini (ep. 49-58)    |
| Kubo (Yoshiharu Kubo)                    | Toshio Furukawa    | Massimiliano Lotti (1ª voce)  |
| Kubo (Yoshiharu Kubo)                    | Toshio Furukawa    | Gabriele Calindri (2ª voce)   |
| Kamo (Atsushi Kamiya)                    | Toshiyuki Morikawa | Diego Sabre                   |
| Natalia (Natsuko Tanaka)                 | Junko Hagimori     | Marina Massironi (ep. 1-28)   |
| Natalia (Natsuko Tanaka)                 | Junko Hagimori     | Debora Magnaghi (ep. 29-58)   |
| Willy                                    | Wataru Takagi      | Pino Pirovano                 |
| Iso, allenatore Kagegawa (Isogai-sensei) | Kōzō Shioya        | Pietro Ubaldi                 |
| Fratello di Cindy                        |                    | Paolo Torrisi                 |
| Nitta (Shin'ichi Nitta)                  | Yūsuke Numata      | Patrizio Prata                |
| Alberto                                  |                    | Aldo Stella                   |
| Arturo (Tsuyoshi Akahori)                | Shin'ichirō Ōta    |                               |
| Samuel (Yutaka Sasaki)                   | Isshin Chiba       | Aldo Stella                   |
| Oscar                                    |                    | Gabriele Calindri             |
| Manager Ishi                             |                    | Ivo De Palma                  |
| Marzio                                   |                    | Davide Garbolino              |
| Attilio                                  |                    | Claudio Moneta                |
| Dario (Keigo Mahori)                     | Tomokazu Seki      | Luca Bottale                  |
| Mina                                     |                    | Marcella Silvestri            |
| Conrad                                   |                    | Gabriele Calindri             |
| Ian                                      |                    | Simone D'Andrea               |
| Ottavio                                  |                    | Orlando Mezzabotta            |
| Marila                                   |                    | Nadia Biondini                |
| Peter                                    |                    | Federico Danti                |
| Telecronista                             |                    | Federico Danti                |

## Episodi
I titoli originali sono tutti in inglese scritti in katakana, con tutte le modifiche dovute alla traslitterazione. Per la versione italiana sono stati usati dei semplici titoli in italiano.
| Nº | Titolo italiano Titolo originale: 「Katakana」 - Rōmaji - Scrittura corretta in inglese - Traduzione letterale  | In onda           | In onda |
| Nº | Titolo italiano Titolo originale: 「Katakana」 - Rōmaji - Scrittura corretta in inglese - Traduzione letterale  | Giapponese        |         |
| 1  | Calcio d'inizio 「キックオフ」 - Kikkuofu – "Kick-off (Calcio d'inizio)"                                        | 7 novembre 1993   |         |
| 2  | La prima sconfitta 「オフサイド」 - Ofusaido – "Off-side (Fuorigioco)"                                          | 14 novembre 1993  |         |
| 3  | Il destro non basta 「エースナンバー」 - Ēsunanbā – "Ace Number (Numero da campione)"                           | 21 novembre 1993  |         |
| 4  | Il primo incontro con gli avversari 「ライバル」 - Raibaru – "Rival (Rivale)"                                   | 28 novembre 1993  |         |
| 5  | La squadra ufficiale 「レギュラー」 - Regyurā – "Regular (Regolare)"                                            | 5 dicembre 1993   |         |
| 6  | Bande di quartiere 「ゴールキーパー」 - Gōrukīpā – "Goalkeeper (Portiere)"                                      | 12 dicembre 1993  |         |
| 7  | Gioco di squadra 「チームプレー」 - Chīmupurē – "Team Play (Gioco di squadra)"                                  | 19 dicembre 1993  |         |
| 8  | La grande opportunità 「チャンス」 - Chansu – "Chance"                                                          | 26 dicembre 1993  |         |
| 9  | Calcio di rigore 「ペナルティ・キック」 - Penaruti Kikku – "Penalty Kick (Calcio di rigore)"                    | 9 gennaio 1994    |         |
| 10 | Il triangolo 「トライアングル」 - Toraianguru – "Triangle (Triangolo)"                                          | 16 gennaio 1994   |         |
| 11 | Azione diversiva 「デコイラン」 - Dekoiran – "Decoy Run (Corsa diversiva)"                                      | 23 gennaio 1994   |         |
| 12 | Il cannoniere 「ストライカー」 - Sutoraikā – "Striker (Attaccante)"                                             | 30 gennaio 1994   |         |
| 13 | Tiro di sinistro 「レフト」 - Refuto – "Left (Sinistra)"                                                        | 6 febbraio 1994   |         |
| 14 | Le migliori otto 「ベストエイト」 - Besutoeito – "Best Eight (Migliori otto)"                                   | 13 febbraio 1994  |         |
| 15 | Sguardo d'intesa 「アイコンタクト」 - Aikontakuto – "Eye Contact (Contatto con gli occhi)"                      | 20 febbraio 1994  |         |
| 16 | L'arma segreta 「シークレット・ウェポン」 - Shīkuretto Wepon – "Secret Weapon (Arma segreta)"                   | 27 febbraio 1994  |         |
| 17 | Al contrattacco! 「カウンターアタック」 - Kauntātakku – "Counterattack (Contrattacco)"                          | 6 marzo 1994      |         |
| 18 | La leggenda 「レジェンド」 - Rejendo – "Legend (Leggenda)"                                                      | 13 marzo 1994     |         |
| 19 | La fine di Kubo 「サドンデス」 - Sadondesu – "Sudden Death (Morte improvvisa)"                                  | 20 marzo 1994     |         |
| 20 | Nel giorno del ricordo 「レクイエム」 - Rekuiemu – "Requiem"                                                    | 27 marzo 1994     |         |
| 21 | Il nuovo arrivo 「ニューフェイス」 - Nyūfeisu – "New Face (Faccia nuova)"                                       | 3 aprile 1994     |         |
| 22 | La dichiarazione 「プロポーズ」 - Puropōzu – "Propose (Proporsi)"                                               | 10 aprile 1994    |         |
| 23 | Una bella lezione 「イエローカード」 - Ierōkādo – "Yellow Card (Cartellino giallo)"                             | 17 aprile 1994    |         |
| 24 | Si comincia! 「スタート」 - Sutāto – "Start (Inizio)"                                                           | 24 aprile 1994    |         |
| 25 | La maglia numero dieci 「ユニフォーム」 - Yunifōmu – "Uniform (Divisa)"                                         | 1º maggio 1994    |         |
| 26 | Questione di obiettivi 「マドンナ・シュート」 - Madonna Shūto – "Madonna Shoot (Tiro da madonna)"               | 8 maggio 1994     |         |
| 27 | Problemi di squadra 「レッドカード」 - Reddokādo – "Red Card (Cartellino rosso)"                                | 15 maggio 1994    |         |
| 28 | La sfida 「マネージャー」 - Manājā – "Manager"                                                                  | 22 maggio 1994    |         |
| 29 | La tripletta 「ハットトリック」 - Hattotorikku – "Hat-trick (Tripletta)"                                        | 29 maggio 1994    |         |
| 30 | Il ritorno di Mina 「インターセプト」 - Intāseputo – "Intercept (Intercettare)"                                 | 5 giugno 1994     |         |
| 31 | A modo mio 「マイウェイ」 - Maiwei – "My Way (A modo mio)"                                                      | 12 giugno 1994    |         |
| 32 | Il mago della tecnica 「テクニシャン」 - Tekunishan – "Technician (Tecnico)"                                    | 19 giugno 1994    |         |
| 33 | Un sogno in comune 「ドリーム」 - Dorīmu – "Dream (Sogno)"                                                      | 26 giugno 1994    |         |
| 34 | Il mago 「マジシャン」 - Majishan – "Magician (Mago)"                                                           | 3 luglio 1994     |         |
| 35 | Il trucco c'è 「トリック」 - Torikku – "Trick (Trucco)"                                                         | 10 luglio 1994    |         |
| 36 | La grande vittoria 「Jリーグ」 - Jei Rīgu – "J. League"                                                         | 17 luglio 1994    |         |
| 37 | Luci della ribalta 「スポットライト」 - Supottoraito – "Spotlight (Riflettore)"                                 | 31 luglio 1994    |         |
| 38 | Il passaggio aereo 「フラッシュパス」 - Furasshupasu – "Flash Pass (Passaggio veloce)"                          | 7 agosto 1994     |         |
| 39 | Il braccialetto 「ミサンガ」 - Misanga – "Misanga"                                                              | 14 agosto 1994    |         |
| 40 | La finale 「ファイナル」 - Fainaru – "Final (Finale)"                                                           | 21 agosto 1994    |         |
| 41 | Il pugile 「ボクサー」 - Bokusā – "Boxer (Pugile)"                                                              | 28 agosto 1994    |         |
| 42 | Parità 「イーブン」 - Ībun – "Even (Pari)"                                                                      | 4 settembre 1994  |         |
| 43 | La bomba 「カウンターシュート」 - Kauntāshūto – "Counter Shoot (Tiro di risposta)"                              | 11 settembre 1994 |         |
| 44 | La sfida 「チャレンジ」 - Charenji – "Challenge (Sfida)"                                                        | 18 settembre 1994 |         |
| 45 | La squadra dei miracoli 「ミラクルチーム」 - Mirakuruchīmu – "Miracle Team (Squadra miracolosa)"                | 25 settembre 1994 |         |
| 46 | L'audizione 「オーディション」 - Ōdishon – "Audition (Audizione)"                                               | 2 ottobre 1994    |         |
| 47 | Tutti in campo 「オールスターズ」 - Ōrusutāzu – "All Stars (Tutti campioni)"                                    | 9 ottobre 1994    |         |
| 48 | Il kaiser 「カイザー」 - Kaizā – "Kaiser"                                                                       | 16 ottobre 1994   |         |
| 49 | All'ultimo minuto 「リベロ」 - Ribero – "Libero"                                                                | 23 ottobre 1994   |         |
| 50 | La forbice magica 「マジックシザーズ」 - Majikkushizāzu – "Magic Scissors (Forbici magiche)"                    | 30 ottobre 1994   |         |
| 51 | Il rientro di Kenji 「キス」 - Kisu – "Kiss (Bacio)"                                                            | 6 novembre 1994   |         |
| 52 | La promessa 「プロミス」 - Puromisu – "Promise (Promessa)"                                                      | 13 novembre 1994  |         |
| 53 | Il lupo 「ウルフ」 - Urufu – "Wolf (Lupo)"                                                                      | 20 novembre 1994  |         |
| 54 | La trappola del fuorigioco 「オフサイドトラップ」 - Ofusaidotorappu – "Off-side trap (Trappola del fuorigioco)" | 27 novembre 1994  |         |
| 55 | La sforbiciata 「バイシクルシュート」 - Baishikurushūto – "Bicycle Shoot (Rovesciata)"                          | 4 dicembre 1994   |         |
| 56 | Addio alla musica 「ラストステージ」 - Rasutosutēji – "Last Stage (Ultima fase)"                                | 11 dicembre 1994  |         |
| 57 | Lettera d'amore 「ラブレター」 - Raburetā – "Love Letter (Lettera d'amore)"                                     | 18 dicembre 1994  |         |
| 58 | Promesse 「トゥモロー」 - Tumorō – "Tomorrow (Domani)"                                                          | 25 dicembre 1994  |         |

## Adattamenti culturali e censura nell'edizione italiana
L'edizione italiana dell'anime ha comportato numerosi adattamenti e semplificazioni culturali: gran parte dei nomi dei personaggi è stato italianizzato e non viene mai fatto un esplicito riferimento al Giappone (ci si riferisce sempre a Tokyo come alla "capitale"). Le censure più marcate si riferiscono però alla sfera sessuale (la sessualità dei ragazzi sta sbocciando, con tutte le problematiche del caso) e al consumo di bevande alcooliche, evidentemente ritenuto non consono dagli adattatori italiani per dei ragazzi di 16 anni.
- Episodio 1 - Riferimento alla lingua italiana. Alcuni studenti dicono: "Complimenti Jim, sei bravissimo in italiano. Perché hai scelto il liceo scientifico? Se sei così bravo in italiano, avresti dovuto fare il classico.". Questa frase potrebbe fare presupporre che la lingua parlata dai personaggi potrebbe essere l'italiano.
- Episodio 2 - Festa a casa di Toshi. Il padre di Toshi trova la bottiglia del suo brandy completamente vuota perché Cindy l'ha utilizzato per preparare il cocktail che i ragazzi stanno bevendo. Nell'edizione italiana ogni riferimento al fatto che dei ragazzi liceali bevano alcol è eliminato.
- Episodio 2 - Dopo la festa Cindy assieme agli altri ragazzi resta a dormire per terra a casa di Toshi e muovendosi apparentemente nel sonno lo abbraccia quasi avvinghiandosi a lui. Di questa scena nella versione italiana resta solo la parte finale, quando Toshi non osa baciarla e si limita a coprirla con la sua giacca.
- Episodio 2 - In realtà Cindy è perfettamente sveglia ed è consapevole di ciò che lei ha fatto, visto che il giorno dopo ringrazia Toshi di averle dato la giacca. Anche questa scena, presente nel doppiaggio, è stata tagliata nelle successive repliche italiane dell'anime.
- Episodio 10 - Al bar Cindy aggiunge di nascosto del liquore al tè freddo. Nella versione italiana, la ragazza legge un improbabile "sonnifero" scritto in caratteri giapponesi sull'etichetta della bottiglia di liquore.
- Episodio 10 - Jim è completamente ubriaco dopo aver bevuto il tè al liquore di Cindy. Toshi lo porta sulle sue spalle a casa sua e lui si richiude in bagno a vomitare. Nell'edizione italiana, con l'eliminazione della scena del bagno, si lascia quasi intendere che Jim sia solo semiaddormentato per il "sonnifero" versato da Cindy nel tè, anche se negli episodi successivi Toshi apostrofa Jim perché quella sera era completamente ubriaco, creando un'incongruenza nella storia.
- Episodio 22 - Mentre stanno passeggiando, Cindy offre da bere a Toshi, ma apparentemente per errore prende dal distributore automatico una bevanda al gin: poco dopo è quindi completamente ubriaca e quasi cade a terra. Toshi la sorregge per non farla cadere, sfiorandole il seno e lei farfuglia: "Cosa stai facendo, sporcaccione? Se vuoi vederle non hai che da dirlo!" facendo l'atto di sfilarsi il vestito. Il ragazzo vedendola in quello stato le propone di andare a casa a dormire, e lei gli dice che non vuole tornare a casa, ma vuole dormire in camera di lui. Cindy passa la notte nella stanza di Natalia, la sorella di Toshi, e al mattino mentre si prepara: il pigiama che Natalia le ha prestato, troppo grande per lei, è aperto sul davanti, lasciando intravedere il suo corpo nudo. La sorella di Toshi bisbiglia all'orecchio del ragazzo che Cindy ha i capezzoli rosa. Nell'edizione italiana è stato eliminato tutto quanto: la scena si interrompe subito dopo che Cindy offre da bere a Toshi e riprende la mattina seguente solamente dopo che Cindy è uscita dalla casa di Toshi, lasciando quasi intendere che lo sia venuta a prendere per andare assieme a scuola. Nell'episodio 24, però, il fatto che Cindy abbia passato la notte con Toshi viene rivelato esplicitamente, creando nella versione italiana una incongruenza nella storia.
- Episodio 50 - Nell'episodio è presente un tentativo di stupro ai danni di Natalia. Nonostante l'argomento estremamente violento e problematico, la scena è stata trasmessa pressoché integralmente anche in Italia: i censori hanno eliminato solamente la breve sequenza nella quale un aggressore estrae un coltello a serramanico.

## Live action
Da questa serie televisiva, è stato tratto un film con attori in carne e ossa che riprende le gesta dei personaggi principali abbastanza fedelmente trattando gli eventi narrati dall'inizio della serie fino alla fine del torneo liceale. Alcuni personaggi sono interpretati dai membri della boy band SMAP.
Il film è del 1994, in lingua giapponese con sottotitoli in inglese ed è intitolato SHOOT! HIT THE GOAL.

## Videogiochi
- Aoki Densetsu Shoot! - sviluppato da Affect e pubblicato da KSS nel 1994 per Super Nintendo e da Banpresto nel 1995 per Game Boy